# Липинки (зупинний пункт)
Липинки (біл. Ліпінкі) — пасажирський залізничний зупинний пункт Берестейського відділення Білоруської залізниці на неелектрифікованій лінії Берестя-Південний — Влодава між зупинними пунктами Домачеве та Харси. Розташований в селі Липинки Берестейського району Берестейської області.